# Etteilla
Jean-Baptiste Alliette le jeune, dit Etteilla (1738-1791), est un occultiste français, resté célèbre pour avoir popularisé une forme de cartomancie – qu'il désignait sous le nom de cartonomancie – et repris la théorie sur le Tarot d'Antoine Court de Gébelin dans Manière de se récréer avec le jeu de cartes nommé Tarots. 
Il semble être avec Court de Gébelin le fondateur de la divination par le Tarot. En 1788-89, il fit imprimer sa version du Tarot, mélange de Tarot de Marseille et d'influences égyptomanes. Plusieurs variantes en furent éditées par la suite au XIXe siècle.
On dispose de très peu d'informations sur sa vie. Éliphas Lévi le décrivait comme « un ancien coiffeur n'ayant jamais appris ni le français ni l'orthographe. » Etteilla se présentait lui-même dans son Tarot comme professeur d'algèbre. D'autres sources en font un perruquier. En fait, il aurait d’abord été, comme sa mère, marchand grainier, puis, à partir de 1768 environ, marchand d’estampes.

## Etteilla franc-maçon?
Etteilla (anagramme d'Alliette) était-il franc-maçon à l'instar de Court de Gébelin ? Claude Darche le présente comme tel dans Le Grand Livre des Tarots, mais les observations assez peu élogieuses d'Éliphas Lévi à son sujet, de même que ses propres écrits, permettent d'en douter, même si l'on peut trouver certains indices allant dans ce sens. En fait, comme Alliette s’en explique lui-même dans un « Petit avant-propos pour le denier du pauvre » placé à la fin des Sept nuances de l'œuvre philosophique-hermétique (1786), il ne fut jamais franc-maçon car, s’il avait « pour tout ce qui est de vraie Maçonnerie, autant de respect que puisse en avoir un Frère », il s’agaçait de « toutes les petites dénominations de Loges et de grades » qui lui semblaient annoncer « plus la folie que la sagesse ».

## Publications
- Etteilla, ou maniere de se récréer avec un jeu de cartes / par M.***, Amsterdam ; Paris : Lesclapart, 1770.
- Le Zodiaque mystérieux, ou les oracles d'Etteilla, Amsterdam ; Paris : Lesclapart, 1772.
- Etteilla, ou la seule maniere de tirer les cartes ; revue, corrigée et augmentée par l'auteur sur son premier manuscrit, Amsterdam ; Paris : Lesclapart, 1773.
- Instruction sur le loto des Indiens que nous a donné en 1772 Mr Etteilla, professeur d'algèbre, s.l. [Paris ?], 1782.
- Instruction sur la combinaison hislérique, extraite du Loto des Indiens, s.l. [Paris ?], 1782.
- Etteilla, ou instructions sur l'art de tirer les cartes. Troisiéme et derniere édition par l'auteur de la Cartonomancie, Amsterdam ; Paris : Segault ; Legras, 1783.
- L'Homme à projets, s.l. [Paris], 1783.
- Manière de se récréer avec le jeu de cartes nommées tarots ; pour servir de troisième cahier à cet ouvrage, Amsterdam ; Paris : Segault ; Legras, 1783.
- Manière de se récréer avec le jeu de cartes nommées tarots ; pour servir de premier cahier à cet ouvrage, Amsterdam ; Paris : l'auteur ; Mérigot ; Legras ; Segault, 1783.
- Manière de se récréer avec le jeu de cartes nommés Tarots pour servir de quatrième Cahier à cet ouvrage. Reprint  1993 L'astrologie du Livre de Toth (1785) Editions Trédaniel  suivi  des Recherches sur l'Histoire de l'Astrologie et du Tarot par Jacques Halbronn
- Fragment sur les hautes sciences, suivi d'une note sur les trois sortes de médecines données aux hommes, dont une mal-à-propos délaissée, Amsterdam, 1785.
- Manière de se récréer avec le jeu de cartes nommées tarots ; pour servir de quatrième cahier à cet ouvrage, Amsterdam ; Paris : l'auteur, 1785.
- Manière de se récréer avec le jeu de cartes nommées tarots ; pour servir de second cahier à cet ouvrage, Amsterdam ; Paris : l'auteur ; les libraires…, 1785.
- Philosophie des hautes sciences : ou la clef donnée aux enfans de l'art, de la science & de la sagesse, Amsterdam ; Paris : l'auteur ; Nyon l'aîné ; Durand neveu ; Mérigot le jeune ; Segaut, 1785.
- Epître à M. Court de Gébelin, salut, Etteilla, premier de l'an vulgaire 1784, Paris (?), 1784.
- Les sept nuances de l'œuvre philosophique-hermétique, suivies d'un traité sur la perfection des métaux mis sous l'avant-titre L.D.D.P. [= Le Denier Du Pauvre…], s.l. [Paris], s.d. [1786].
- L'Art de connoitre les hommes par l'inspection du front, ou élémens de métoposcopie suivant les anciens. Amsterdam ; Paris, 1787.
- L'Art de lire dans les lignes et caractères qui sont dans les mains : ou élémens de chiromance, Amsterdam ; Paris, 1787.
- Science. Leçons théoriques et pratiques du livre de Thot. Moyennes classes, Amsterdam ; Paris, 1787.
- Jeu des tarots, ou le livre de Thot ouvert à la manière des Égyptiens, pour servir ici à l'interprétation de tous les rêves, songes et visions diurnes et nocturnes, Memphis [Amsterdam ?] : Mad. veuve Lesclapart ; Petit ; Samson, 1788.
- Cours théorique et pratique du livre de Thot ; pour entendre avec justesse l'art, la science et la sagesse de rendre les oracles. s.l. [Paris] : (de l'impr. de la Société Typographique), 1790.
- Aperçu sur la nouvelle école de magie établie à Paris, le premier juillet de la seconde année de la Liberté française, s.l. [Paris] : Etteilla fils, (1790).
- L'Oracle pour et contre mil sept cent quatre-vingt-onze, s.l. [Paris], novembre 1790.
- Journal projétique et patriotique, 17 numéros parus entre février et juillet 1791.